# Tászosz Konsztandínu
Tászosz Konsztandínu, görögül: Τάσος Κωνσταντίνου (Paleométoho, 1951. március 11. – Athén, 2019. október 27.) válogatott ciprusi labdarúgó, csatár. Ciprusi bajnoki gólkirály (1969–70).

## Pályafutása

### Klubcsapatban
1963 és 1966 között az angol Fulham, 1966 és 1968 között az EPA Lárnaka korosztályos csapatában szerepelt. Az EPA első csapatában 1968-ban mutatkozott és tagja volt az 1969–70-es idényben ciprusi bajnoki címet szerző együttesnek. 1972-től a görög bajnokságban szerepelt. 1972 és 1982 között az AÉK, 1980–81-ben a Atrómitosz Athinón, 1981–82-ben a Vízasz labdarúgója volt. Az AÉK csapatával két görög bajnoki címet és egy kupagyőzelmet ért el.  Az 1969–70-es idényben a ciprusi bajnokság gólkirálya lett 15 találattal. 1982 fejezte be az aktív labdarúgást.

### A válogatottban
1970 és 1980 között 12 alkalommal szerepelt a ciprusi válogatottban és egy gólt szerzett.

## Sikerei, díjai
EPA Lárnaka
- Ciprusi bajnokság
  - bajnok: 1969–70
  - gólkirály: 1969–70 (15 gól)

 AÉK
- Görög bajnokság
  - bajnok (2): 1977–78, 1978–79
- Görög kupa
  - győztes: 1978

## Statisztika

### Mérkőzései a ciprusi válogatottban
| Ciprus | Ciprus             | Ciprus                           | Ciprus         | Ciprus   | Ciprus      | Ciprus       | Ciprus | Ciprus     |
| #      | Dátum              | Helyszín                         | Hazai          | Eredmény | Vendég      | Kiírás       | Gólok  | Esemény    |
| ------ | ------------------ | -------------------------------- | -------------- | -------- | ----------- | ------------ | ------ | ---------- |
| 1.     | 1970. november 15. | Nicosia, GSP Stadion             | Ciprus         | 1 – 3    | Szovjetunió | Eb-selejtező | -      | 83'        |
| 2.     | 1971. április 21.  | Belfast, Windsor Park            | Észak-Írország | 5 – 0    | Ciprus      | Eb-selejtező | -      |            |
| 3.     | 1971. július 4.    | Lusaka, Függetlenségi Stadion    | Zambia         | 3 – 0    | Ciprus      | barátságos   | -      |            |
| 4.     | 1971. július 8.    | Ndola, Dag Hammarskjöld Stadion  | Zambia         | 3 – 0    | Ciprus      | barátságos   | -      |            |
| 5.     | 1971. július 11.   | Livingstone                      | Zambia         | 3 – 0    | Ciprus      | barátságos   | -      | lecserélve |
| 6.     | 1971. november 24. | Granada, Estadio de Los Cármenes | Spanyolország  | 7 – 0    | Ciprus      | Eb-selejtező | -      |            |
| 7.     | 1972. március 29.  | Lisszabon, Estádio da Luz        | Portugália     | 4 – 0    | Ciprus      | vb-selejtező | -      | 63'        |
| 8.     | 1972. május 10.    | Nicosia, GSP Stadion             | Ciprus         | 0 – 1    | Portugália  | vb-selejtező | -      | 68'        |
| 9.     | 1974. november 15. | Pireusz, Karaiszkákisz Stadion   | Görögország    | 3 – 1    | Ciprus      | barátságos   | -      | 46'        |
| 10.    | 1975. április 1.   | Nicosia, GSP Stadion             | Ciprus         | 1 – 2    | Görögország | barátságos   | 1      | 20' 73'    |
| 11.    | 1975. május 11.    | Limassol, Círio Stadion          | Ciprus         | 0 – 1    | Anglia      | Eb-selejtező | -      |            |
| 12.    | 1980. január 16.   | Nicosia, GSP Stadion             | Ciprus         | 1 – 1    | Görögország | barátságos   | -      | 74'        |
|        | Összesen           |                                  |                | 12       | mérkőzés    |              | 1      | gól        |